# 白石港
白石港，是中国长江流域的一条河流，發源於湖南省长沙瀏陽市西南部山地。主要流经株洲市荷塘区、石峰区、芦淞区，最终在芦淞大桥附近汇入湘江右岸，属于湘江水系。河长28千米，河道寬度约20~30米，流域面积264平方千米，多年平均流量5.2立方米每秒。

## 历史概况
白石港语源说法不一。有民间传闻称当地有白姓人家致富后，曾取碑石刻“白”姓立于河边，为港埠做记号，因此得名。一说，当地曾有白姓船民创业致富，自费筑桥于河上，后人为了纪念他，把这条河取名为白石港。在中华人民共和国成立前，白石港河口的码头曾为株洲主要的水运枢纽。株洲市的城市化进程曾经导致白石港河堤防洪能力差、河岸多次崩塌、河床淤积等问题，近年，株洲市人民政府在当地云峰湖至学林路河段开展了治理工程，取得了一定成效。此外，白石港湘江入口段亦建有污水处理厂，曾历经多次扩建。